# Петропавловка (Катав-Ивановский район)
Петропавловка — упразднённая деревня в Катав-Ивановском районе Челябинской области России. Входила в состав Месединского сельсовета. Исключена из учётных данных в 1983 году.

## География
Располагалась на правом берегу реки Юрюзань в месте впадения в неё реки Малая Калагаза, на расстоянии примерно 6,5 км по прямой к юго-востоку от села Меседа.

## История
По данным на 1926 год деревня состояла из 62 хозяйств. В административном отношении являлась центром Петропавловского сельсовета Саткинского района Златоустовского округа Уральской области.
По данным на 1970 год входила в состав Месединского сельсовета.
Исключена из учётных данных решением Челябинского облисполкома от 28 февраля 1983 года № 134.

## Население
| 1970 | 1977 | 1983 |
| ---- | ---- | ---- |
| 48   | ↘10  | ↘0   |

По переписи 1926 года в деревне проживало 296 человек (145 мужчин и 151 женщина), в том числерусские составляли 100 % населения.